# 鶴生田川
鶴生田川（つるうだがわ）は、群馬県の主に館林市を流れる利根川水系谷田川支流の一級河川である。

## 地理
群馬県館林市西部の水田地帯に源を発する。館林市街地を東に流れ城沼を経て、邑楽郡板倉町大字岩田で谷田川に合流する。浄化目的に地下水路で多々良沼ともつながっている。大雨や台風等で頻繁に洪水が起こっていたが、護岸工事により改善されている。
城沼に流れ込む付近には桜並木が約300本ほどあり、館林桜まつりが毎年催される。同時期に開催される「世界一鯉のぼりの里まつり」の期間中は、鶴生田川からつつじが岡公園にかけて数千匹の鯉のぼりが泳ぐ。2004年に行われた「世界一鯉のぼりの里まつり」で掲揚された5283匹の鯉のぼりが、2005年にギネス世界記録に認定されている。
水質汚染が進んでおり、汚染状況を示す生物化学的酸素要求量は環境省の基準を大きく超えている。

## 市民活動
館林市街地活性化として、川沿いのプランターの花の植え替えや、子供たちの川下り体験など、川への親しみを深めてもらう取り組み（親水）を続けている。

## 支流
- 加法師川
- 楠木川

## 橋梁
- 2号橋（国道122号）
- 坂下橋
- 名称不明
- 東武伊勢崎線
- 鶴生田橋（群馬県道2号前橋館林線）
- 一号橋
- 二号橋
- 三号橋
- 四号橋
- 五号橋（栃木県道・群馬県道・埼玉県道7号佐野行田線）
- 二の丸橋
- ふれあい橋
- 尾曳橋
- （この間、城沼）
- つつじ橋（群馬県道365号板倉籾谷館林線）
- 洗堰橋
- 楠木橋（群馬県道362号山王赤生田線）
- 町谷橋
- 十三号橋
- 東北自動車道
- 弁天橋
- 名称不明
- 名称不明
- （この間、暗渠）
- 名称不明
- 岩田橋（群馬県道363号斗合田岩田岡里線）
- 水郷公園橋（国道354号板倉バイパス）

## 写真

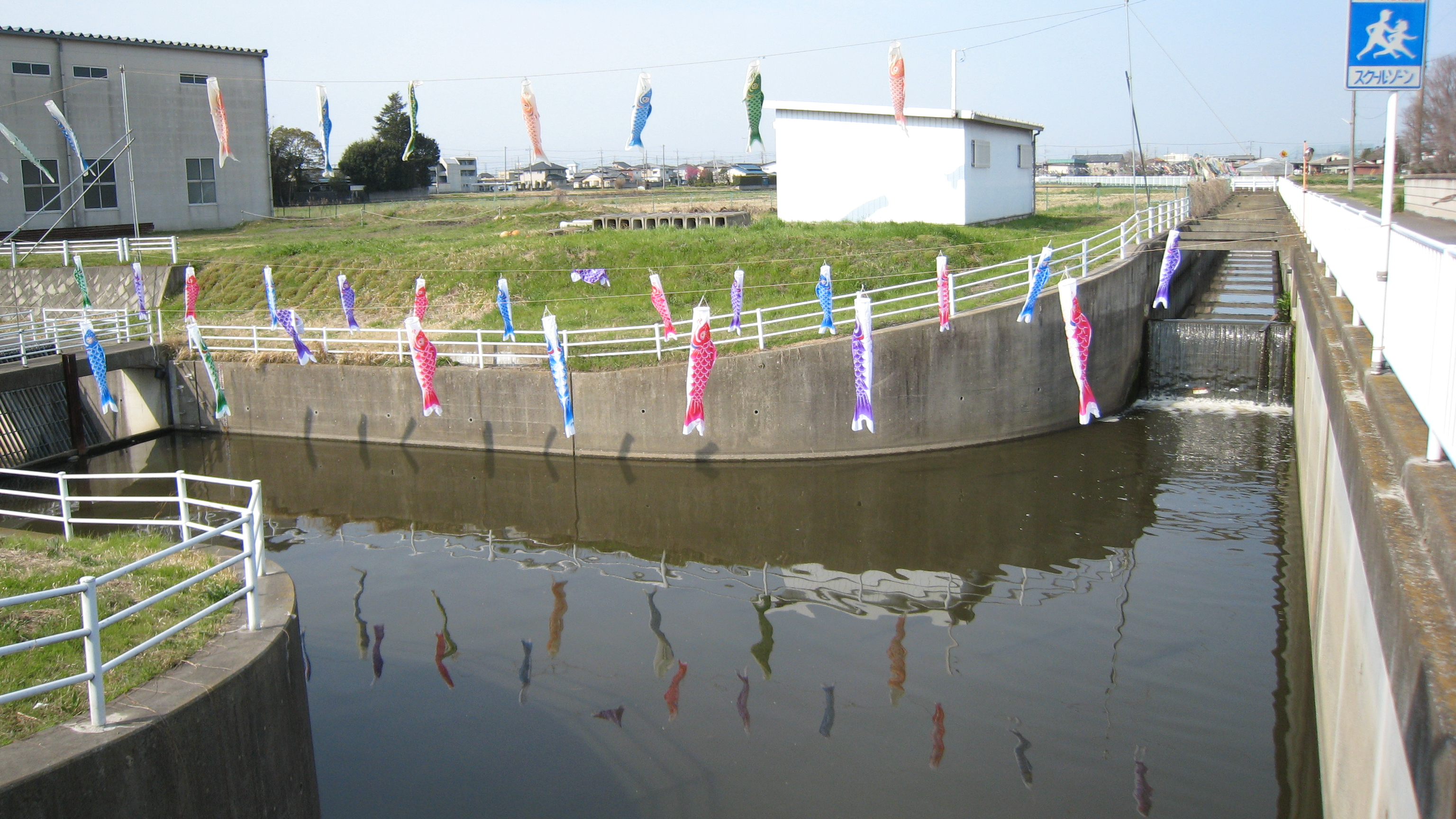
近藤川との合流地点
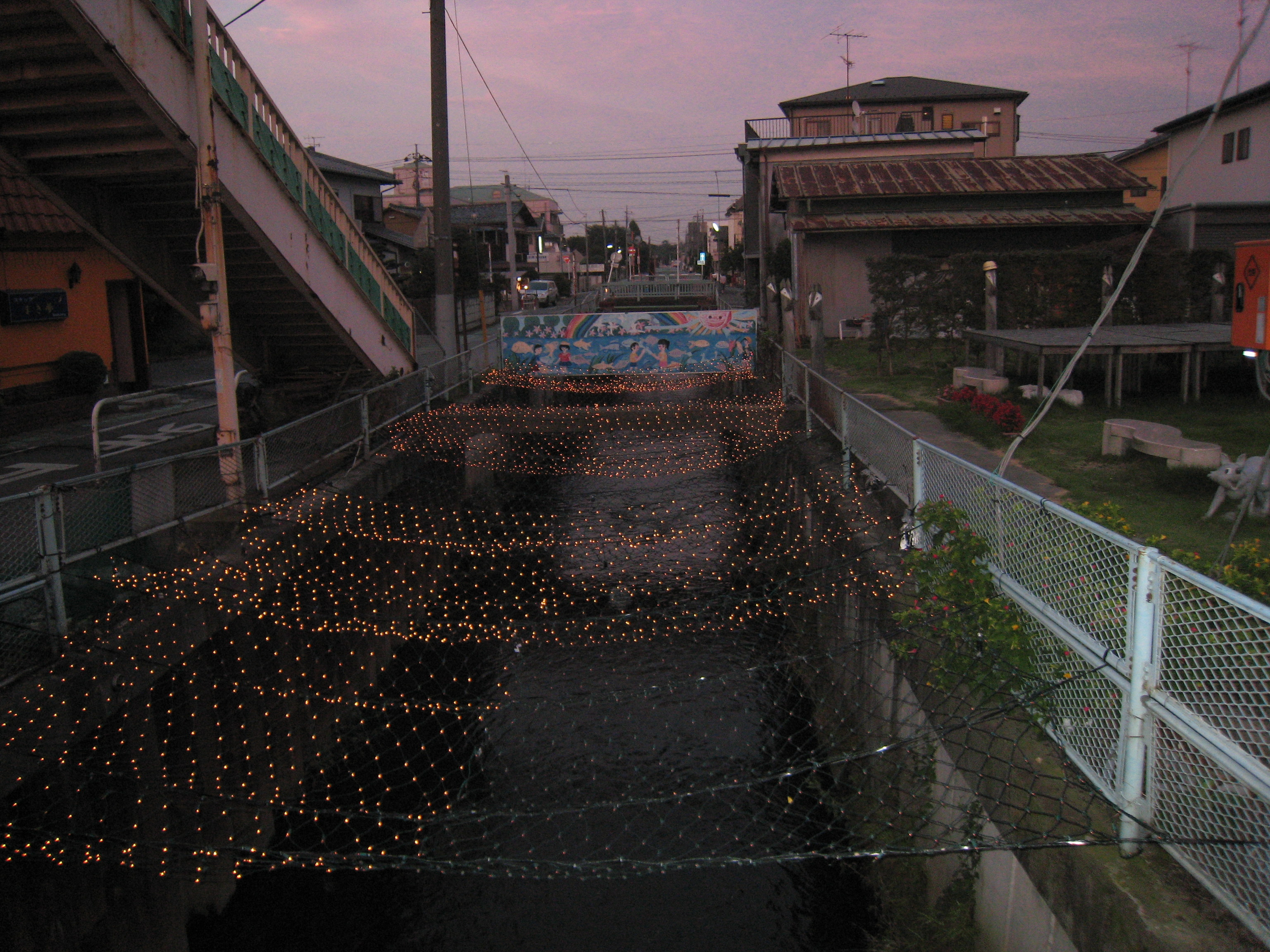
イルミネーションで飾られた鶴生田橋（県道2号） 2007.8.1
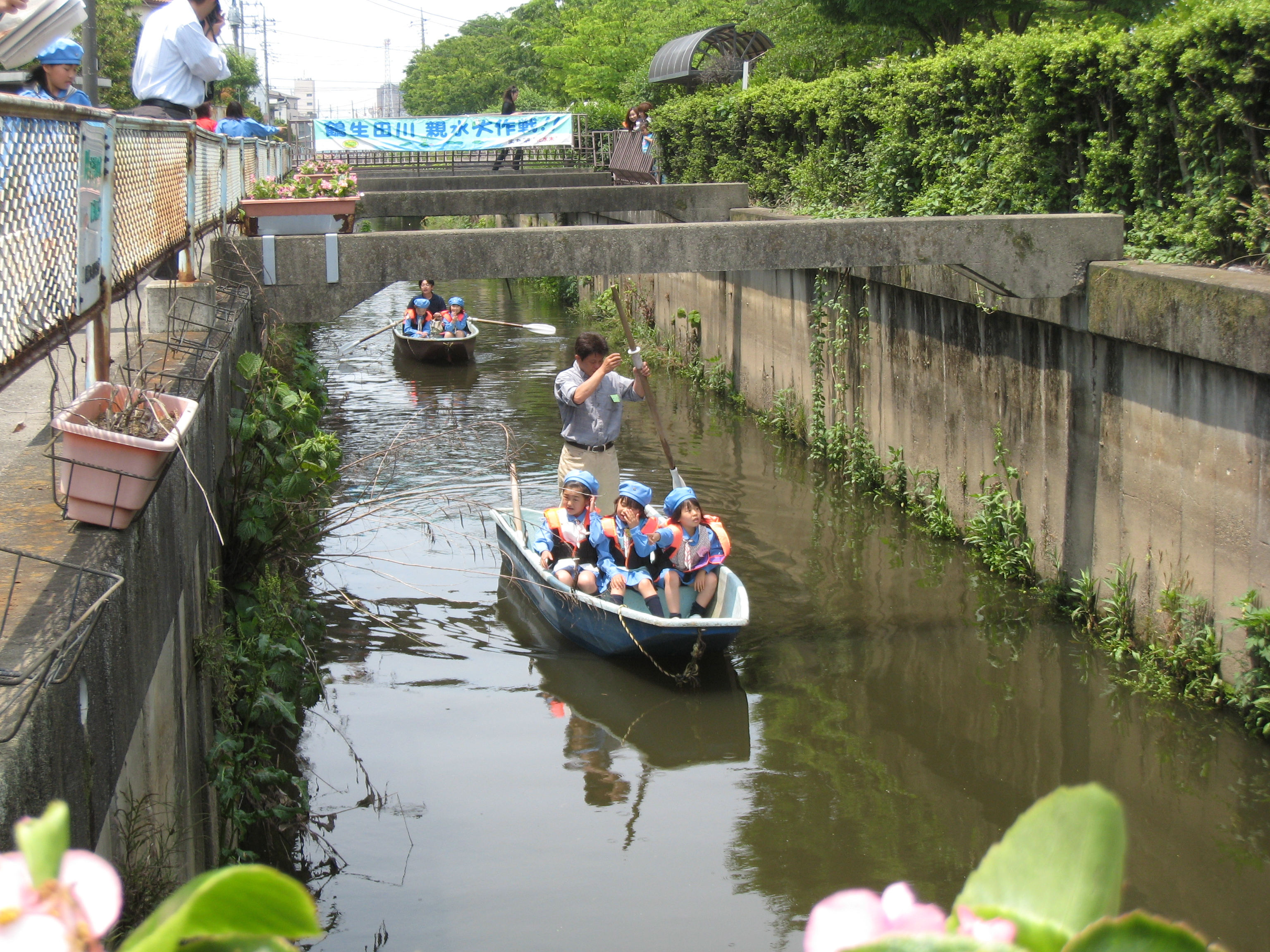
親水大作戦 南幼稚園前 2007.5.19
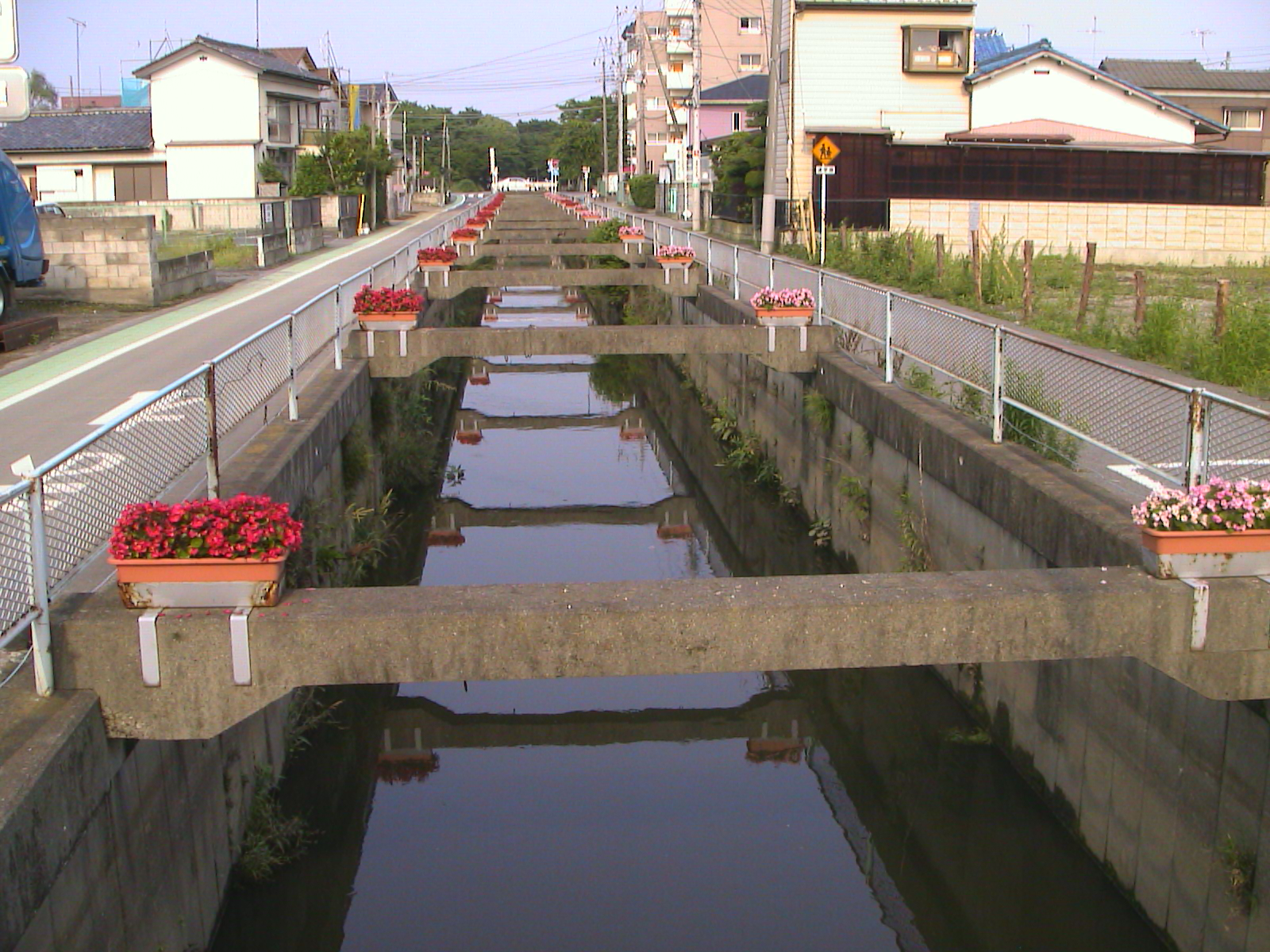
県道7号近く 2006.9.18
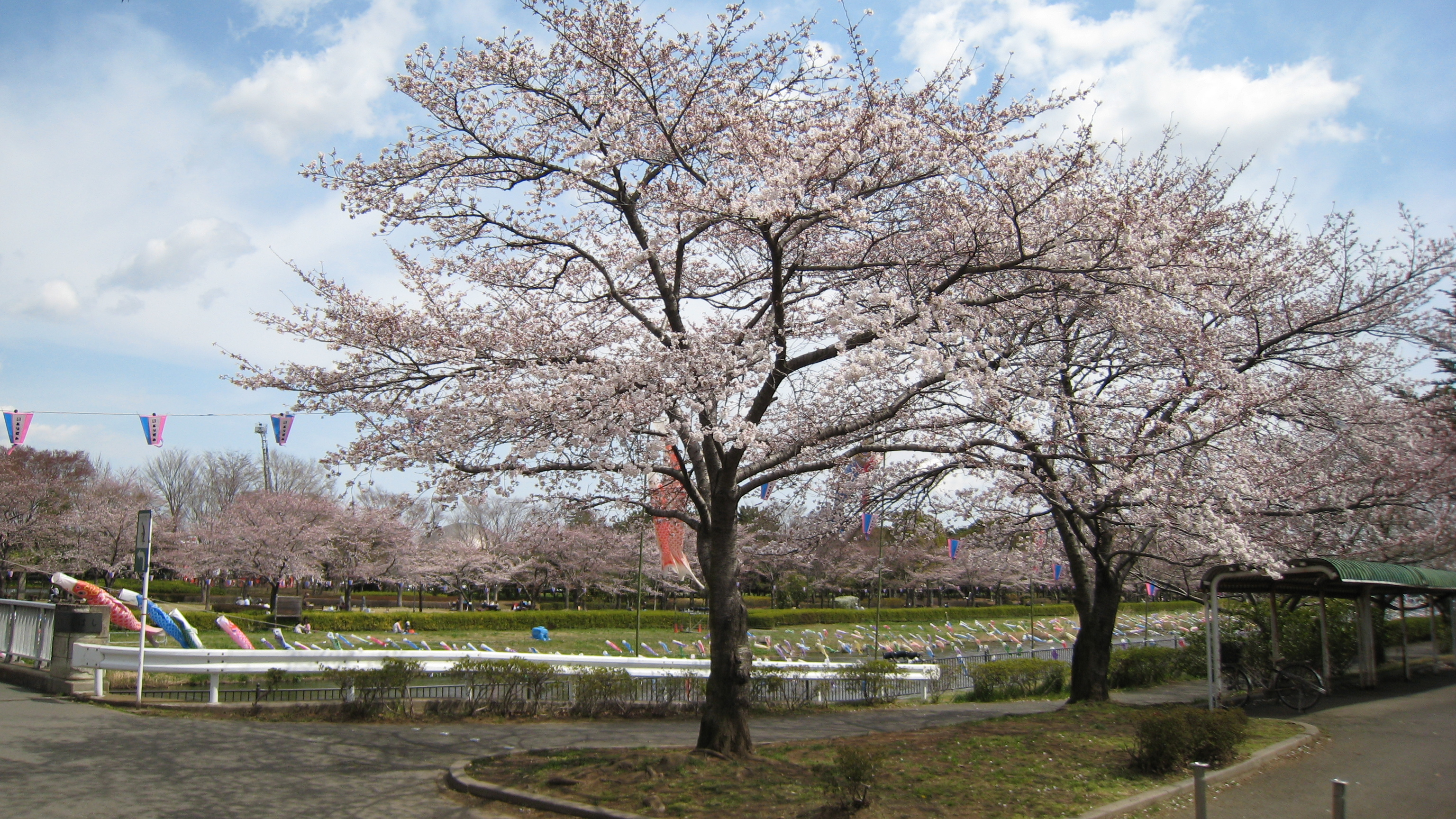
二の丸橋の桜 2008.3.29
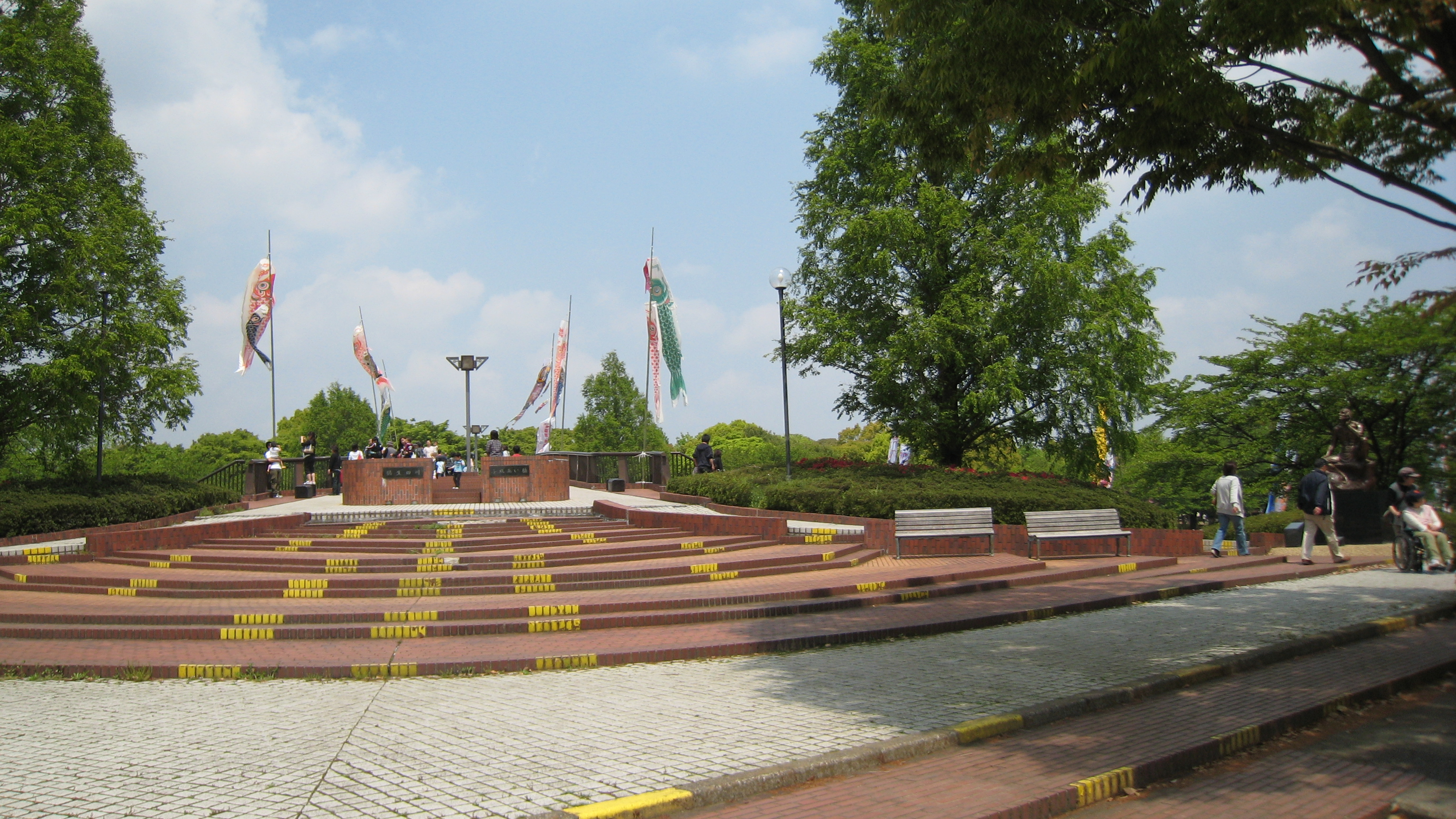
ふれあい橋 2008.4.29
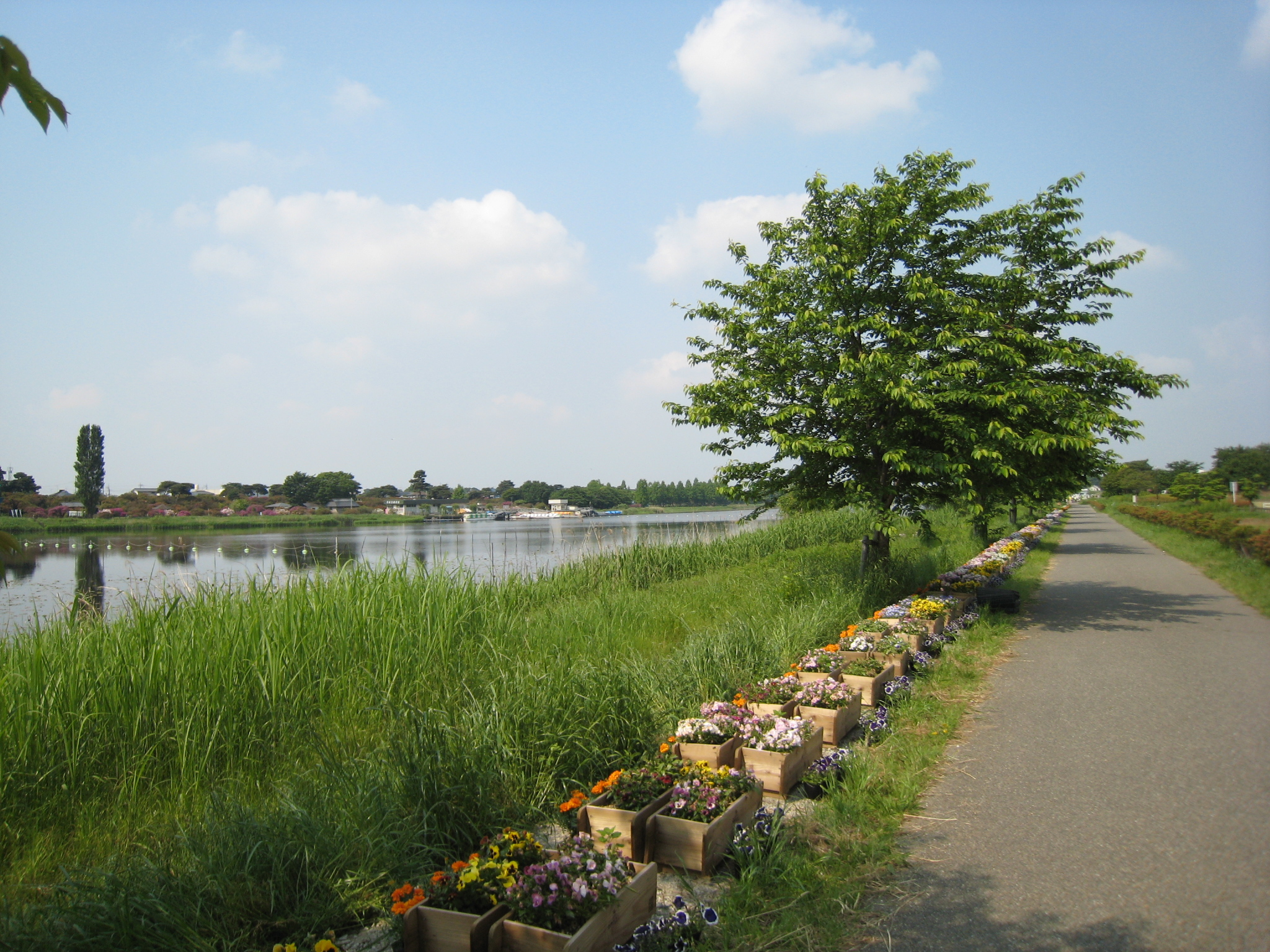
城沼 2008.5.17
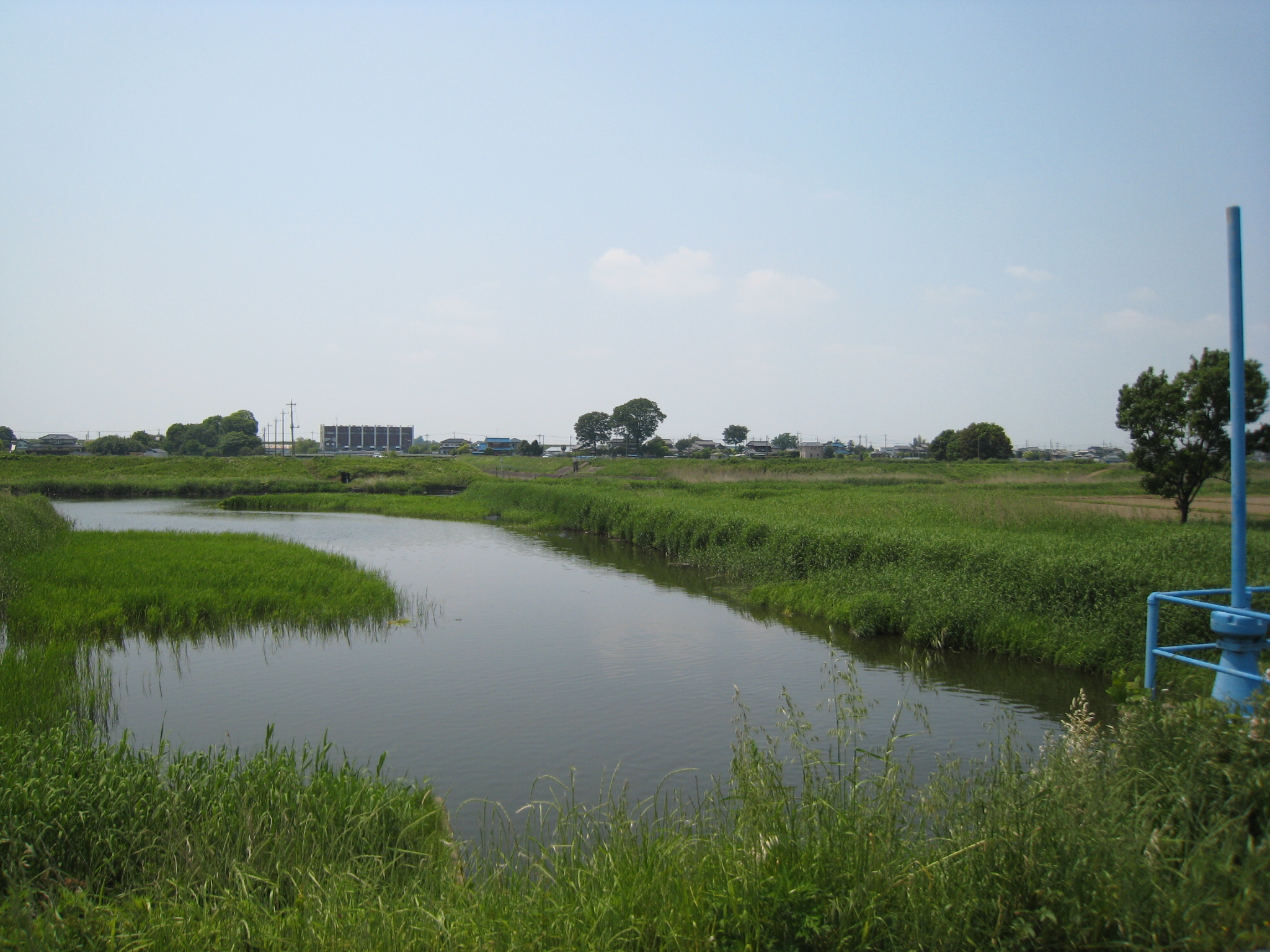
谷田川への合流地点 板倉町岩田 2008.5.17